# Francisco de María Spínola y Spínola
Francisco de María Spínola y Spínola   (Gènova, 1659 - Gènova i Aranjuez, 15 de maig de 1727) fou un aristòcrata i militar italià al servei del Regne d'Espanya, III duc de San Pedro Galatino, i de Savioneta, i príncep de Molfeta. Net d'Ambrosi Spinola.
Pertanyia a una família força vinculada a l'exèrcit dels Habsburgs espanyols. Va combatre al servei del rei Carles II d'Espanya, qui el 1679 el va fer Gran d'Espanya i majordom major de la Reina. De 1684 a 1696 fou mestre de camp del Terç d'Infanteria Espanyola a Milà. Retirat de la milícia, es va establir a Madrid, on el va sorprendre l'esclat de la Guerra de Successió Espanyola. En 1705 marxà a Milà, on fou nomenat capità general de la Cavalleria de Llombardia que va vèncer al general austríac Eugeni de Savoia a la batalla de Castiglione en 1706. Tanmateix, no va poder evitar que els austríacs s'emparessin de la Llombardia en 1707 i fugí a Espanya. Felip V d'Espanya el va compensar per la pèrdua dels feus italians fent-lo gentilhome de cambra i a la seva esposa dama de la reina. De 1719 a 1721 fou nomenat Capità general de València, càrrec des del que va impulsar el funcionament de les noves institucions creades arran del Decret de Nova Planta. En 1724 fou nomenat tutor de l'infant Carles, que primer seria rei de Nàpols i finalment rei d'Espanya.